# 新小岩
新小岩（しんこいわ）は、東京都葛飾区南部にある地名である。現行行政地名は新小岩一丁目から新小岩四丁目。住居表示実施済区域。

## 概要
一般的には、JR新小岩駅を中心にした生活エリア全般（行政上の町名でいえば葛飾区の新小岩・東新小岩・西新小岩や江戸川区の松島・中央・上一色・本一色などの区北西部の地域）を「新小岩」という場合が多いようである。
なお、総武本線の北側の行政上の町名は西新小岩（にししんこいわ）と東新小岩（ひがししんこいわ）である。

## 地理
荒川および中川の東岸の沖積低地上にある。東京都道308号千住小松川葛西沖線（平和橋通り・船堀街道）が地域を南北に貫いている。
また、生活エリアとしての新小岩地域は、総武本線の高架によってほぼ南北に分断されている状態である。江戸川区に近い新小岩駅南側はルミエール商店街、西友、クッターナなどもあり、商業的に比較的賑わっている。
新小岩地域には江戸川区役所や江戸川区総合文化センターといった江戸川区の主要施設があり、新小岩駅はこれら施設の最寄り駅である。また、この地域の東端は東京都道318号環状七号線（環七通り）に接している。
なお、行政上の新小岩に隣接する町名は、北に西新小岩および東新小岩が、東に江戸川区の本一色と上一色が、南に江戸川区の中央および江戸川区の松島がある。
海抜0メートル地帯が広がる葛飾区の中でも際立って水害に弱い地域で、特に2014年9月10日にはゲリラ豪雨により新小岩駅周辺が水没しかけ、証拠写真もSNS上に多数寄せられている。2020年の東京新聞の記事では区の30年構想である「浸水対応型市街地構想」について記述されている。

### 地価
住宅地の地価は、2025年（令和7年）1月1日の公示地価によれば、新小岩3-5-1の地点で49万2000円/m2となっている。

## 町名の由来
新小岩駅（当時、国鉄。現JR東日本･総武本線）に由来する。住居表示実施前は下小松町・平井中町などの町名だった。

## 世帯数と人口
2023年（令和5年）1月1日現在（東京都発表）の世帯数と人口は以下の通りである。
| 丁目         | 世帯数     | 人口     |
| ------------ | ---------- | -------- |
| 新小岩一丁目 | 2,359世帯  | 3,774人  |
| 新小岩二丁目 | 2,996世帯  | 4,725人  |
| 新小岩三丁目 | 2,303世帯  | 3,876人  |
| 新小岩四丁目 | 2,531世帯  | 3,968人  |
| 計           | 10,189世帯 | 16,343人 |

### 人口の変遷
国勢調査による人口の推移。
| 年                 | 人口   |
| ------------------ | ------ |
| 1995年（平成7年）  | 14,747 |
| 2000年（平成12年） | 14,269 |
| 2005年（平成17年） | 14,157 |
| 2010年（平成22年） | 15,008 |
| 2015年（平成27年） | 15,259 |
| 2020年（令和2年）  | 15,022 |

### 世帯数の変遷
国勢調査による世帯数の推移。
| 年                 | 世帯数 |
| ------------------ | ------ |
| 1995年（平成7年）  | 6,907  |
| 2000年（平成12年） | 7,148  |
| 2005年（平成17年） | 7,331  |
| 2010年（平成22年） | 8,328  |
| 2015年（平成27年） | 8,505  |
| 2020年（令和2年）  | 8,642  |

## 学区
区立小・中学校に通う場合、学区は以下の通りとなる（2021年4月時点）。
| 丁目         | 番地 | 小学校               | 中学校             |
| ------------ | ---- | -------------------- | ------------------ |
| 新小岩一丁目 | 全域 | 葛飾区立小松南小学校 | 葛飾区立小松中学校 |
| 新小岩二丁目 | 全域 | 葛飾区立小松南小学校 | 葛飾区立小松中学校 |
| 新小岩三丁目 | 全域 | 葛飾区立小松南小学校 | 葛飾区立小松中学校 |
| 新小岩四丁目 | 全域 | 葛飾区立小松南小学校 | 葛飾区立小松中学校 |

## 事業所
2021年（令和3年）現在の経済センサス調査による事業所数と従業員数は以下の通りである。
| 丁目         | 事業所数  | 従業員数 |
| ------------ | --------- | -------- |
| 新小岩一丁目 | 420事業所 | 4,189人  |
| 新小岩二丁目 | 241事業所 | 1,727人  |
| 新小岩三丁目 | 66事業所  | 386人    |
| 新小岩四丁目 | 78事業所  | 539人    |
| 計           | 805事業所 | 6,841人  |

### 事業者数の変遷
経済センサスによる事業所数の推移。
| 年                 | 事業者数 |
| ------------------ | -------- |
| 2016年（平成28年） | 873      |
| 2021年（令和3年）  | 805      |

### 従業員数の変遷
経済センサスによる従業員数の推移。
| 年                 | 従業員数 |
| ------------------ | -------- |
| 2016年（平成28年） | 6,440    |
| 2021年（令和3年）  | 6,841    |

## 交通

### 鉄道
- 東日本旅客鉄道
  - 総武本線：新小岩駅

新小岩駅は、葛飾区内および江戸川区内の各方面へのバスのターミナルにもなっている。

### 道路・橋梁
- 東京都道308号千住小松川葛西沖線（平和橋通り）
- 2007年の春ごろから、蔵前橋通りと平和橋通りが交わるたつみ橋（巽橋）交差点で新小岩陸橋新設工事が行われ、2007年10月15日午後11時に開通した。工事の前に巽橋下の西井堀の埋め立て、たつみ第２歩道橋などの撤去を行った。工事詳細

## 主な施設

### 教育
- 葛飾区立東四つ木小学校

- 葛飾区立小松南小学校
- 葛飾区立松上小学校
- 葛飾区立二上小学校
- 葛飾区立上平井小学校
- 葛飾区立新小岩中学校
- 葛飾区立上平井中学校
- 葛飾区立小松中学校
- 東京シューレ葛飾中学校
- 東京聖栄大学
- 東京都立江戸川高等学校
- 東京都立小岩高等学校
- 関東第一高等学校

### 商業
- 西友新小岩店
- ルミエール商店街
- みのり商店街

### 公園
- 新小岩公園
- 小松川境川親水公園
- 西新小岩五丁目公園（モンチッチ公園）

### 江戸川区施設
- 江戸川区総合文化センター
- 江戸川区立中央図書館
- 江戸川保健所
- 江戸川区役所

## 史跡・寺社
- 下小松天祖神社（新小岩四丁目40番1号）
- 於玉稲荷神社（新小岩四丁目21番6号）明治時代に神田より遷座
- 照明寺（新小岩三丁目19番6号）

## その他

### 日本郵便
- 郵便番号 : 124-0024[3]（集配局 : 葛飾郵便局[18]）。